# 로맨틱 크라운
《로맨틱 크라운》(영어: Larry Crowne)은 미국에서 제작된 2011년 로맨틱 코미디 영화이다. 연출을 맡은 톰 행크스가 니아 바달로스와 공동 각본을 쓰고 게리 게츠먼과 함께 제작하였다. 톰 행크스, 줄리아 로버츠, 브라이언 크랜스턴, 세드릭 디 엔터테이너, 터라지 P. 헨슨, 구구 음바타로 등이 출연하였다. 줄거리는 행크스가 캘리포니아주 헤이워드 셔보 칼리지에서 수학하던 시절에 영향을 받았다. 이 영화는 예기치 않게 실직하여 학업으로 복귀한 중년 남성 래리 크라운(Larry Crowne)에 대해 이야기한다. 2011년 7월 1일 미국에서 개봉되었다.

## 출연
- 톰 행크스
- 줄리아 로버츠
- 브라이언 크랜스턴
- 세드릭 디 엔터테이너
- 터라지 P. 헨슨
- 구구 음바타로
- 윌머 발더라마
- 팸 그리어
- 리타 윌슨
- 조지 타케이
- 롭 리글
- 이언 고메즈
- 라미 말렉
- 맬컴 배럿
- 그레이스 거머
- 마리아 커낼스 버레라
- 사이 리처드슨
- 데일 다이
- 쳇 행크스
- 니아 바달로스
- 존 세다
- 티나 황
- 랜들 박
- 세라 레비
- 밥 스티븐슨

## 기타 제작진
- 배역: 진 매카시
- 미술: 빅터 켐프스터
- 세트: 셰릴 커래식
- 의상: 앨버트 울스키